# Otto Hausner

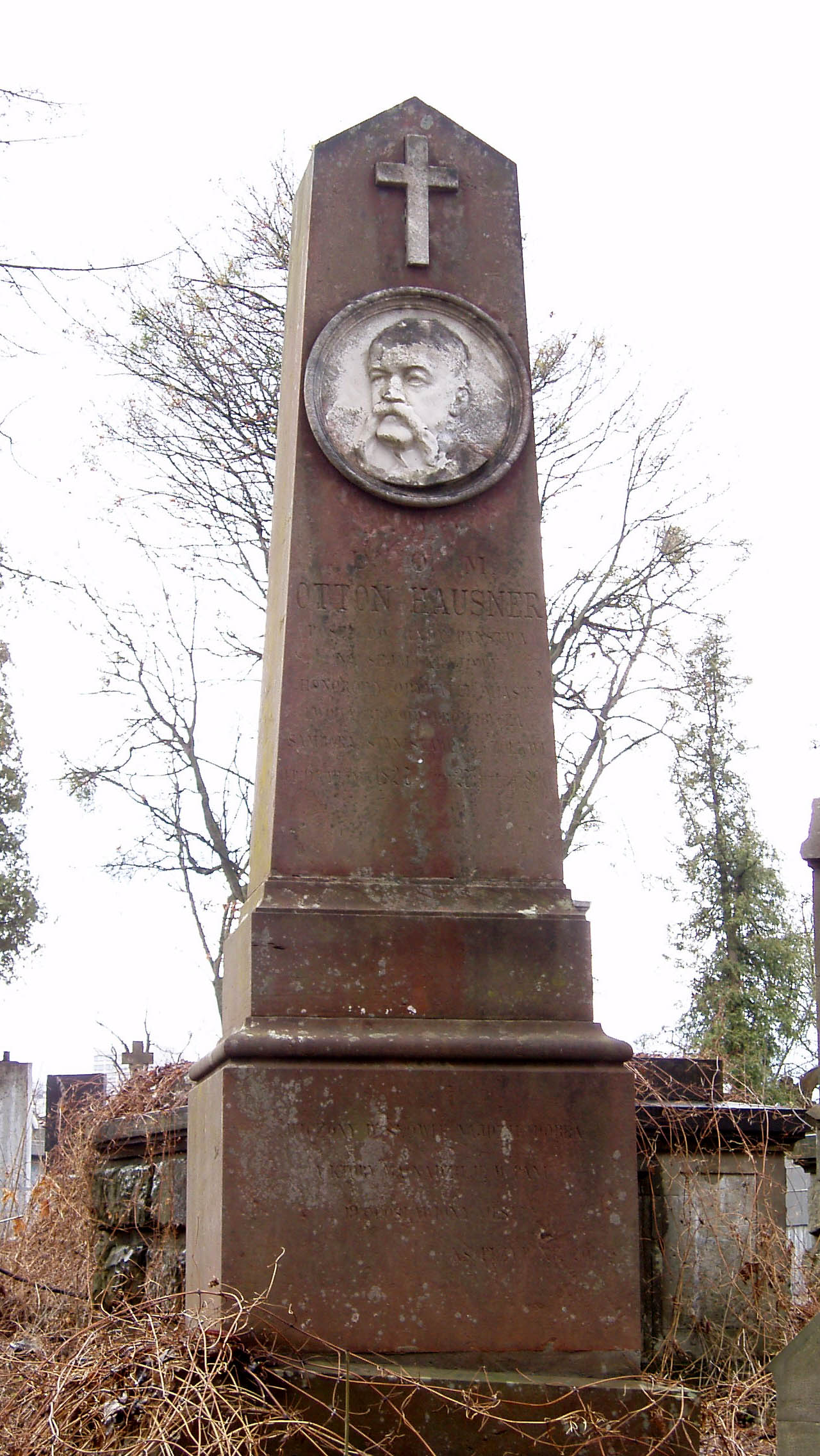
Nagrobek Ottona Hausnera

Otto Hausner lub Otton Hausner (ur. 6 kwietnia 1827 w Brodach, zm. 27 lutego 1890 we Lwowie) – polski historyk sztuki, polityk, pisarz, mówca i erudyta. Poseł demokratyczny w Radzie Państwa w parlamencie austriackim, oraz na Sejm Galicyjski.

## Życiorys
Ukończył szkołę średnią we Lwowie, następnie w latach 1844-1848 studiował medycynę w Wiedniu i Berlinie. Podczas Wiosny Ludów członek legii akademickiej a potem uczestniczył w walkach w Wiedniu. Następnie ukończył agronomię na Akademii Rolniczej w Hohenheim pod Stuttgartem (1848).
Po powrocie do Galicji osiadł w Rytarowicach w pow. samborskim, a następnie był od 1870 właścicielem dóbr Siemianówka w pow. lwowskim, zajmując się gospodarowaniem. Niezależnie od tego prowadził studia nad statystyką, ekonomią i historią sztuki. W trakcie podróży objechał całą Europę - szczególnie usilnie poznając Włochy. Był wielkim miłośnikiem malarstwa i rzeźby. Owocem studiów i podróży były jego prace. (zob. niżej). Należał do wielu organizacji gospodarczych, m.in. działaczem Galicyjskiego Towarzystwa Gospodarskiego i członek Komitetu GTG (10 czerwca 1877 – 12 czerwca 1890). Członek Galicyjskiego Towarzystwa Kredytowego Ziemskiego. Członek Rady Zawiadowczej kolei Karola Ludwika. Kazimierz Chłędowski tak scharakteryzował jego postać: Otto Hausner pochodził z bankierskiej rodzony w Brodach, a że był człowiekiem wielce światowym, nadzwyczaj miłym w towarzystwie , dowcipnym jak mało kto, a nadto ożenionym z Kownacką i spokrewnionym wskutek tego z Borkowskimi, więc należał do towarzystwa Mierów, Borkowskich, tego świata lwowskiego, któremu mniej chodziło o sprawy krajowe i o patriotyzm, jak o zabawę i użycie. Hausner wydał dwutomowe dzieło statystyczne w niemieckim języku o którym mało kto wiedział, i gromadził materiały do statystyki, raczej do inwentarza wszystkich obrazów z głównych epok rozwoju sztuki lwowskiej. Zbierał do tego bardzo dla specjalisty zajmującą bibliotekę najróżnorodniejszych dawnych przewodników po miastach włoskich, katalogów galerii, monografii o malarzach włoskich. (...) Otto Hausner mówił najchętniej po francusku, jak i w ogóle cały ten światek w którym się obracał. Słynął jako wielki lowelas; opowiadano o różnych jego stosunkach z lwowskimi paniami, a przede wszystkim z kanoniczką baronową Hagen, znanym poturadłem lwowskich salonów.
Aktywny politycznie, od 1870 był członkiem Rady Powiatowej we Lwowie, wybranym z grupy większej własności. W latach 1877–1881 i 1883-1890 był posłem na Sejm Krajowy z ramienia Izby Przemysłowo-Handlowej w Brodach. W sejmie był członkiem licznych komisji, zwłaszcza zajmujących się zagadnieniami gospodarczymi. Popierał zmiany w ordynacji wyborczej mające na celu zwiększenie reprezentacji miast oraz zdemokratyzowania wyborów do izb przemysłowo-handlowych. W latach 1874–1878 był zastępcą członka Wydziału Krajowego. Był także posłem do austriackiej Rady Państwa V kadencji (8 lutego 1878 -22 maja 1879), VI kadencji (7 października 1879 - 23 kwietnia 1885) i VII kadencji (22 września 1885 - 27 lutego 1890). W kadencji V został wybrany po rezygnacji Józefa Wereszczyńskiego w wyborach uzupełniających w kurii I (wielkiej własności) w okręgu wyborczym nr 9 (Sambor-Staremiasto-Turka-Drohobycz-Rudki). W kadencji VI i VII wybrano go z kurii II (miejskiej) w okręgu wyborczym nr 7 (Sambor-Stryj-Drohobycz). W parlamencie należał do frakcji demokratycznej Koła Polskiego w Wiedniu. Pracował także w różnych komisjach, a także w delegacjach wspólnych. W listopadzie 1878 roku na znak protestu przeciwko udzielonemu rządowi austriackiemu poparciu w sprawie okupacji Bośni i Hercegowiny wygłosił słynne przemówienie popierające dążenia narodowe słowiańskich mieszkańców tych regionów. Podczas tego przemówienia otwarcie i odważnie bronił także praw społeczeństwa polskiego, jego płomienne wystąpienie poskutkowało patriotyczną demonstracją która miała miejsce we Lwowie i która została brutalnie stłumiona na polecenie centralnych władz w Wiedniu. Mimo że współpracował później z konserwatywną większością Koła Polskiego występował jeszcze wielokrotnie, m.in. w 1880 krytykując politykę konserwatystów wobec szkolnictwa, a w 1886 przeciwko antypolskiej polityce Bismarcka. W 50 rocznicę wybuchu powstania listopadowego Hausner znalazł się w komitecie przygotowującym uroczystości w mieście Lwowie, które odbyły się 29 listopada 1880 roku. Podczas obchodów wygłosił patriotyczne przemówienie w którym skierował ostre słowa pod adresem stańczyków, a ich poczynania nazwał „zohydzeniem”.
Został pochowany na Cmentarzu Łyczakowskim.

### Prace Otto Hausnera
- Schlachtenlexikon, Band 1-2, Lemberg 1864
- Vergleichende Statistik von Europa. Bd. 1-2, Lemberg 1865
- Versuch einer vergleichenden Monographie der Carl-Ludwig-Bahn, Lemberg 1875
- Odczyt o rzeźbie: wygłoszony 12 marca 1877, Lwów 1887
- Das menschliche Elend: Geschichte seiner Auffassung und Entwurf einer Statistik desselben, Wiedeń 1879
- Deutschtum und deutsches Reich, Wien 1880
- Le génie Allemand et l'Empire Allemand, Paris 1880

## Wyróżnienia
Honorowy obywatel miast: Lwowa (), Brodów, Drohobycza, Sambora, Stanisławowa i Żółkwi.

## Rodzina
Pochodził z bogatej lwowskiej rodziny kupieckiej pochodzenia niemieckiego. Protoplasta polskiej gałęzi rodu, Jan pochodzący z Moraw przeniósł się do Galicji w XVIII wieku i założył firmę "Hausner et Violland" która miała swe domy bankowe w Brodach i we Lwowie. Jego następcy uczynili z niej jedną z najpoważniejszych instytucji kredytowych Galicji. Już w czasach jego ojca rodzina była całkowicie spolonizowana. Był synem bankiera Karola Jego bratem był bankier i poseł na Sejm Krajowy Alfred Hausner (1822-1887). Ożenił się z Aleksandrą z domu Kownacką, z którą miał syna Witolda (1852–1925) i córkę Jadwigę (1852–1930, po mężu Łubieńska).